# نانسي ابودو
نانسي غبانا أبودو من مواليد مدينة الاسكندرية بولاية فيرجينيا سنة 1974  وهي محامية أمريكية من ولاية جورجيا تعمل كقاضية دائرة بالولايات المتحدة في محكمة الاستئناف الأمريكية للدائرة الحادية عشرة .

## روابط خارجية
- Nancy Abudu at the Biographical Directory of Federal Judges, a public domain publication of the Federal Judicial Center.
- مرات الظهور على سي-سبان